# The Best of Top One 1989–1999
The Best of Top One 1989–1999 – dwunasty album zespołu Top One wydany przez wytwórnię Pro Dance w 1999 roku. Album zawiera 12 utworów, z czego 10 zostało przygotowanych w nowych aranżacjach. Jest to podsumowanie dziesięcioletniej działalności grupy. Wydawnictwo promował wideoklip do miksu przebojów "The Best of Top One mix '99". Na albumie znalazł się także premierowy utwór "Ola! Lata czas", do którego również nakręcono teledysk. 

## Lista utworów
1. "Wejdziemy na top" (muz. Paweł Kucharski, sł. Jan Krynicz)
2. "Coraz wyżej" (muz. Maciej Jamroz; sł. Jan Krynicz)
3. "Pocztówka z Rio" (muz. i sł. Dariusz Zwierzchowski)
4. "Ciao Italia" (muz. Paweł Kucharski, sł. Jan Krynicz)
5. "Kiedy odchodzą w cień drzew" (muz. Dariusz Królak, sł. Jan Krynicz)
6. "Ten stary film" (muz. Paweł Kucharski, sł. Jan Krynicz)
7. "Śpiewam i gram" (muz. Paweł Kucharski, sł. Jan Krynicz)
8. "Ye, O!" (muz. Paweł Kucharski, sł. Marcin Kilian)
9. "Rejs dookoła życia" (muz. Dariusz Zwierzchowski, sł. Sylwester Raciborski)
10. "Kiedyś" (muz. Paweł Kucharski, sł. Sylwester Raciborski)
11. "Ola! Lata czas" (muz. i sł. Dariusz Zwierzchowski)
12. "The Best Of Top One mix '99" (mix: Dariusz Zwierzchowski)

## Skład zespołu
- Paweł Kucharski - vocal
- Dariusz Królak - keyboard
- Dariusz Zwierzchowski - keyboard

## Aranżacje utworów i realizacja nagrań
- Robert Kalicki - utwory: 2, 5, 6, 8, 9, 10 (zarejestrowano w K&K Studio w Poznaniu w grudniu 1998 roku)
- Emil Jeleń i Krzysztof Rudnicki - utwory: 1, 4, 7 (zarejestrowano w Digiart Sound Studio w Sulejówku w lutym 1999 roku)
- Dariusz Zwierzchowski - utwory: 3, 11 (zarejestrowano w Pro Dance Studio w Warszawie w 1998 roku)